# Pelegrí Clavé
Pour les articles homonymes, voir Pelegri.
Pelegrí Clavé i Roqué, parfois appelé Pelegrín Clavé (né à Barcelone le 27 juin 1811 où il est mort le 13 septembre 1880) est un peintre espagnol de style romantique qui a vécu et enseigné au Mexique pendant de nombreuses années.
Bon portraitiste et pédagogue, réclamé au Mexique, il y organise les études de peinture de l'Académie de San Carlos et jette les fondements de l'école de peinture mexicaine moderne.

## Biographie

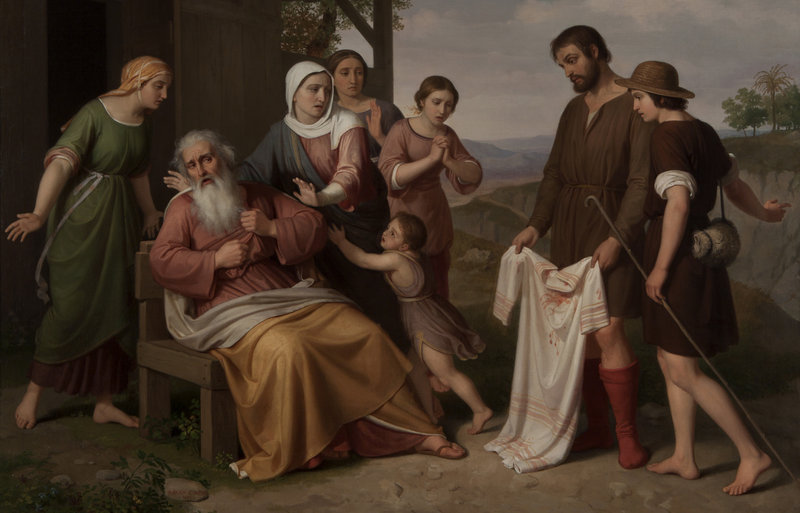
Pelegrí Clavé — Jacob recevant la tunique ensanglantée de son fils Joseph.

Il est né à Barcelone, où, de 1822 à 1833, il a étudié à l'École de la Llotja ;  Salvador Mayol (ca)  et Pau Rigalt (es) étaient ses professeurs. Il a reçu plusieurs prix. Après ses études, il est devenu l'un des premiers récipiendaires d'une bourse d'études de la « Junta de Comerç » (Chambre de commerce). Au printemps 1834, il se rend à Rome où il s'inscrit à l'Accademia di San Luca ; il étudie avec Pietro Tenerani et Tommaso Minardi, qui le présentent à Friedrich Overbeck. Ce dernier l'initie à l'école de peinture nazaréenne . Pendant cette période, il voyage beaucoup  à travers l'Italie et la France et expose à Milan. Une fois sa bourse échue, il décide de rester à Rome et de gagner sa vie en qualité de peintre.
En juillet 1846, le chargé d'affaires du Mexique à Rome le contacte, ainsi que son partenaire Manuel Vilar, pour devenir, respectivement, les directeurs de la peinture et de la sculpture à l'Académie de San Carlos à Mexico, où ils prennent leurs fonctions en août. Vilar y meurt en 1860, tandis que Clavé y reste jusqu'en 1868.
En plus de ses fonctions officielles, il a réalisé des portraits de nombreux membres de la haute société mexicaine. Lui et ses étudiants ont également aidé à décorer la coupole du temple de San Felipe Neri (La Profesa) en 1867. Malheureusement, leur travail et une grande partie de la coupole ont été détruits par un incendie en 1914.
En 1868, il revient à Barcelone ; il y est élu à l'Académie royale catalane des beaux-arts de Saint-Georges, où nombre de ses premières œuvres sont aujourd'hui conservées. Il est devenu membre du jury qui choisit les candidats bénéficiaires de bourses pour étudier à Rome. En 1876, il choisit Antoni Fabrés, qui à son tour deviendra directeur de l'Académie de San Carlos. Clavé est mort à Barcelone, à l'âge de 69 ans.

## Œuvres

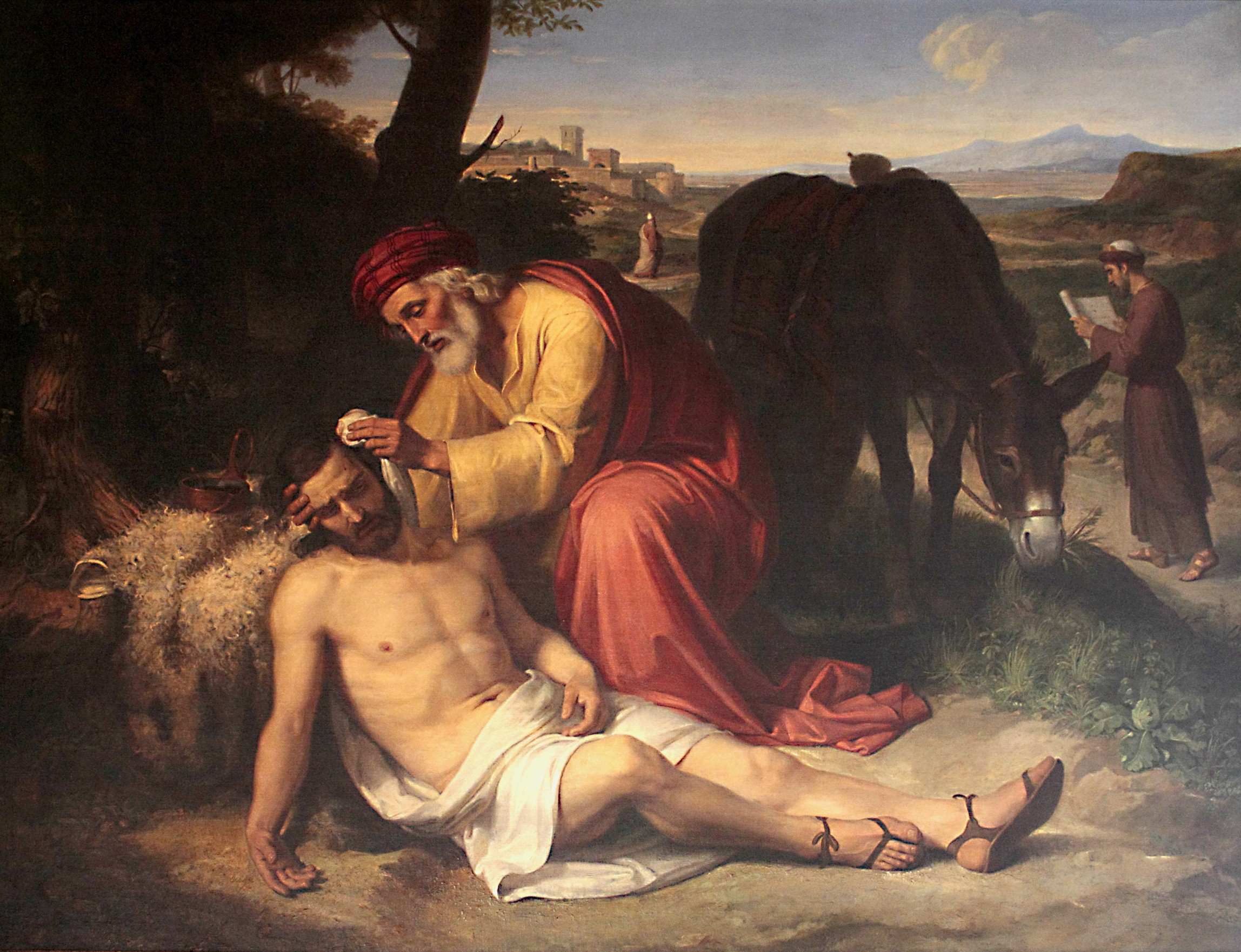
Pelegrí Clavé - Le bon Samaritain (1838).

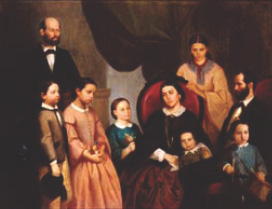
Pelegrí Clavé - Portrait de la famille Antuñano

- Portrait de Josep Valls i Nadal 1832, pastel sur toile, 63 x 52 cm, Académie royale catalane des beaux-arts de Saint-Georges (inv. 175).
- Salomon proclamé roi d'Israël 1833, huile sur toile, 117 x 156 cm, Académie royale catalane des beaux-arts de Saint-Georges (inv. 356).
- Autoportrait 1835, huile sur toile, 36 × 24 cm, Musée national d'Art de Catalogne, Barcelone.
- Copie d'un Ecce homo du Guerchin 1835, huile sur toile, 62 x 49 cm, Académie royale catalane des beaux-arts de Saint-Georges (inv. 216).
- Le rêve d'Élie 1837, huile sur toile, 129 x 151 cm, Académie royale catalane des beaux-arts de Saint-Georges (inv. 276).
- Le bon Samaritain 1838, huile sur toile, 187 x 241 cm, Académie royale catalane des beaux-arts de Saint-Georges (inv. 217).
- Portrait d'Ignacio Cecilio Algara Gómez de la Casa (1840).
- Portrait de Don Ignacio Cecilio Algara Gómez de la Casa (vers 1840), Collection du Brooklyn Museum, New York.
- Portrait de José Bernardo Couto (1849), Collection du Museo Nacional de Arte, Mexico.
- Portrait de Rafael Cancino (1850), Collection du Musée d'histoire mexicaine, Monterrey.
- Portrait de Mariana Rubio de Cancino (1850), Collection du Musée d'histoire mexicaine, Monterrey.
- Portrait de Lorenzo De la Hidalga (1851).
- Portrait d'Ana García Izcalbalceta (1851).
- Portrait d'Andrés Quintana Roo (1851).
- Portrait de Benito Juárez (1861-62).
- Portrait de la famille Antuñano (XIXe siècle).
- Jacob recevant la tunique ensanglantée de son fils Joseph (XIXe siècle).
- La démence d'Isabelle de Portugal ou la petite enfance d'Isabelle la Catholique (XIXe siècle).